# Persona dell'anno del Time

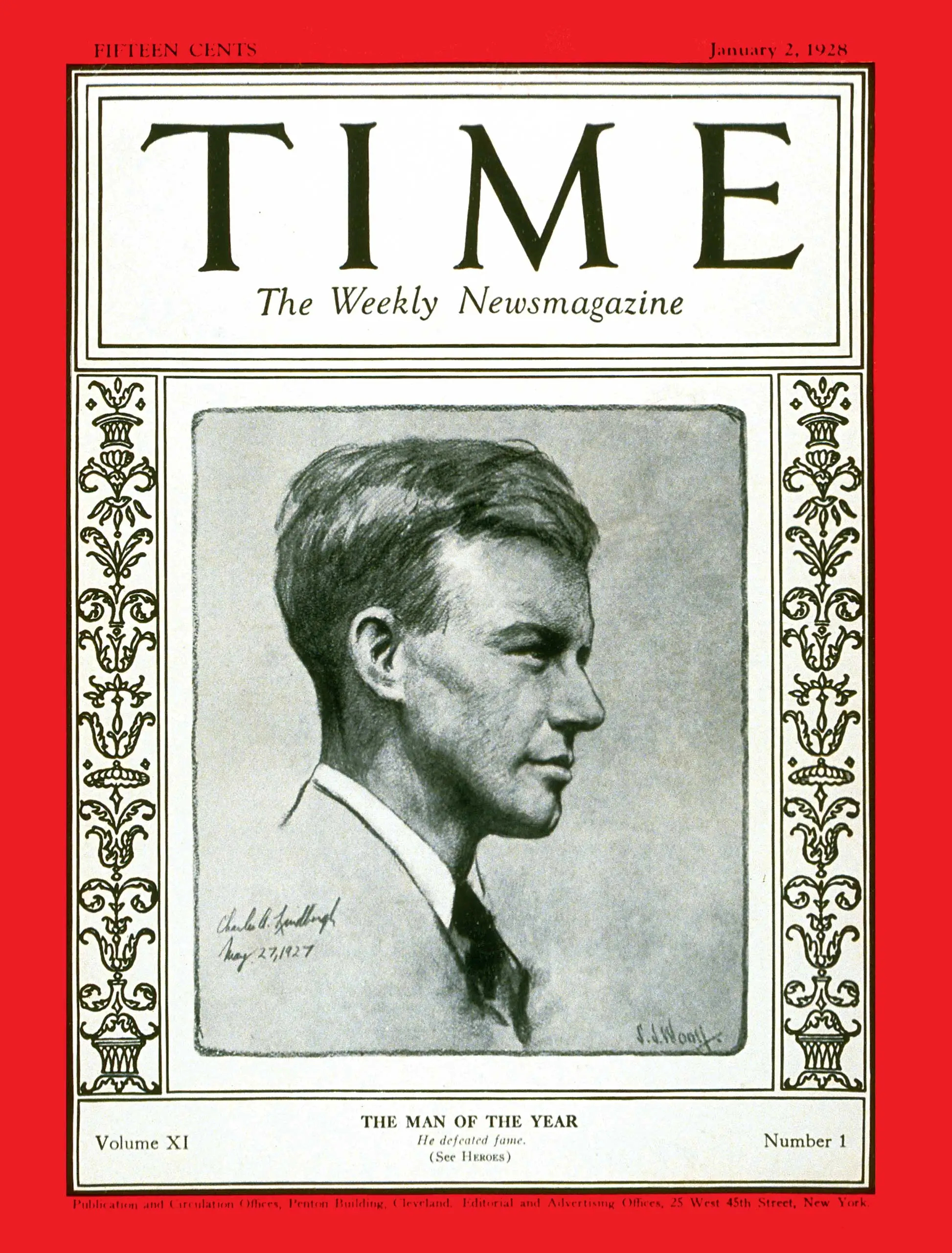
La copertina del Time che celebra Charles Lindbergh come Uomo dell'anno nel 1927

Il premio di Persona dell'anno (precedentemente noto come Uomo dell'anno o Donna dell'anno) viene assegnato con cadenza annuale dal settimanale di attualità statunitense Time. Negli anni è stato assegnato a uomini, donne, coppie, gruppi di persone, idee, luoghi o macchinari che "nel bene o nel male, hanno fatto il massimo per influire sugli eventi dell'anno".

## Lista per anno
| Anno | Personalità scelta                             | Anni di vita | Note |
| ---- | ---------------------------------------------- | ------------ | --- |
| 1927 | Charles Lindbergh                              | 1902-1974    | Prima persona scelta e primo statunitense |
| 1928 | Walter Chrysler                                | 1875-1940    | |
| 1929 | Owen D. Young                                  | 1874-1962    | |
| 1930 | Mohandas Karamchand "Mahatma" Gandhi           | 1869-1948    | Primo asiatico, primo indiano e primo non statunitense |
| 1931 | Pierre Laval                                   | 1883-1945    | Primo europeo e primo francese |
| 1932 | Franklin Delano Roosevelt                      | 1882-1945    | Primo presidente USA |
| 1933 | Hugh Samuel Johnson                            | 1882-1942    | |
| 1934 | Franklin Delano Roosevelt                      | 1882-1945    | Seconda volta |
| 1935 | Hailé Selassié                                 | 1892-1975    | Primo africano, primo etiope e primo Re |
| 1936 | Wallis Simpson                                 | 1896-1986    | Prima donna, prima consorte reale e prima donna divorziata |
| 1937 | Chiang Kai-shek                                | 1887-1975    | Prima coppia (primo presidente della repubblica di Cina lui e sua consorte lei) |
| 1937 | Song Meiling                                   | 1898-2003    | Prima coppia (primo presidente della repubblica di Cina lui e sua consorte lei) |
| 1938 | Adolf Hitler                                   | 1889-1945    | Primo austriaco (naturalizzato tedesco), primo dittatore e unico vincitore non ritratto in copertina |
| 1939 | Iosif Stalin                                   | 1878-1953    | Primo comunista e primo georgiano |
| 1940 | Winston Churchill                              | 1874-1965    | Primo britannico |
| 1941 | Franklin Delano Roosevelt                      | 1882-1945    | Terza volta |
| 1942 | Iosif Stalin                                   | 1878-1953    | Seconda volta |
| 1943 | George Marshall                                | 1880-1959    | |
| 1944 | Dwight D. Eisenhower                           | 1890-1969    | |
| 1945 | Harry S. Truman                                | 1884-1972    | |
| 1946 | James Francis Byrnes                           | 1879-1972    | |
| 1947 | George Marshall                                | 1880-1959    | Seconda volta |
| 1948 | Harry S. Truman                                | 1884-1972    | Seconda volta |
| 1949 | Winston Churchill                              | 1874-1965    | Seconda volta |
| 1950 | The American Fighting-Man                      |              | In rappresentanza delle truppe impiegate nella guerra di Corea, prima scelta "simbolica" |
| 1951 | Mohammad Mossadeq                              | 1882-1967    | Primo iraniano |
| 1952 | Elisabetta II del Regno Unito                  | 1926-2022    | Prima Regina |
| 1953 | Konrad Adenauer                                | 1876-1967    | Primo tedesco |
| 1954 | John Foster Dulles                             | 1888-1959    | |
| 1955 | Harlow Curtice                                 | 1893-1962    | |
| 1956 | Hungarian Freedom Fighter                      |              | Scelta simbolica e primo movimento di rivolta |
| 1957 | Nikita Sergeevič Chruščëv                      | 1894-1971    | |
| 1958 | Charles de Gaulle                              | 1890-1970    | |
| 1959 | Dwight D. Eisenhower                           | 1890-1969    | Seconda volta |
| 1960 | Scienziati statunitensi                        |              | Rappresentati da George Beadle, Charles Draper, John Enders, Donald A. Glaser, Joshua Lederberg, Willard Libby, Linus Pauling, Edward Purcell, Isidor Rabi, Emilio Segrè, William Shockley, Edward Teller, Charles Townes, James Van Allen e Robert Woodward |
| 1961 | John Fitzgerald Kennedy                        | 1917-1963    | |
| 1962 | Papa Giovanni XXIII                            | 1881-1963    | Primo Papa e primo italiano (se si esclude Emilio Segrè, fisico italiano naturalizzato statunitense, scelto nel 1960) |
| 1963 | Martin Luther King                             | 1929-1968    | |
| 1964 | Lyndon B. Johnson                              | 1908-1973    | |
| 1965 | William Westmoreland                           | 1914-2005    | |
| 1966 | The Generation Twenty-Five and Under           |              | Scelta simbolica |
| 1967 | Lyndon B. Johnson                              | 1908-1973    | Seconda volta |
| 1968 | Gli astronauti dell'Apollo 8                   |              | William Anders, Frank Borman e Jim Lovell |
| 1969 | The Middle Americans                           |              | Scelta simbolica |
| 1970 | Willy Brandt                                   | 1913-1992    | |
| 1971 | Richard Nixon                                  | 1913-1994    | |
| 1972 | Richard Nixon                                  | 1913-1994    | Seconda volta |
| 1972 | Henry Kissinger                                | 1923-2023    | |
| 1973 | John Sirica                                    | 1904-1992    | |
| 1974 | Faysal dell'Arabia Saudita                     | 1906-1975    | Primo arabo |
| 1975 | American women                                 |              | Rappresentate da Susan Brownmiller, Kathleen Byerly, Alison Cheek, Jill Conway, Betty Ford, Ella Grasso, Carla Hills, Barbara Jordan, Billie Jean King, Carol Sutton, Susie Sharp e Addie Wyatt                                                              |
| 1976 | Jimmy Carter                                   | 1924-2024    | |
| 1977 | Anwar Sadat                                    | 1910-1981    | Primo egiziano |
| 1978 | Deng Xiaoping                                  | 1904-1997    | Primo cinese e primo politico della Cina |
| 1979 | Ayatollah Ruhollah Khomeini                    | 1902-1989    | |
| 1980 | Ronald Reagan                                  | 1911-2004    | |
| 1981 | Lech Wałęsa                                    | n. 1943      | Primo polacco |
| 1982 | Il computer                                    |              | Macchina dell'anno, prima scelta "non umana", scelta simbolica |
| 1983 | Ronald Reagan                                  | 1911-2004    | Seconda volta |
| 1983 | Jurij Andropov                                 | 1914-1984    | |
| 1984 | Peter Ueberroth                                | n. 1937      | |
| 1985 | Deng Xiaoping                                  | 1904-1997    | Seconda volta, personalità più anziana mai scelta a pari merito con Papa Giovanni XXIII (81 anni) |
| 1986 | Corazon Aquino                                 | 1933-2009    | Primo filippino |
| 1987 | Michail Gorbačëv                               | 1931-2022    | |
| 1988 | The Endangered Earth                           |              | Pianeta dell'anno, seconda scelta "non umana", scelta simbolica |
| 1989 | Michail Gorbačëv                               | 1931-2022    | Uomo del decennio, seconda volta |
| 1990 | George H. W. Bush                              | 1924-2018    | |
| 1991 | Ted Turner                                     | n. 1938      | |
| 1992 | Bill Clinton                                   | n. 1946      | |
| 1993 | I peacemakers                                  |              | Rappresentati da Yasser Arafat, F.W. de Klerk, Nelson Mandela e Yitzhak Rabin |
| 1994 | Papa Giovanni Paolo II                         | 1920-2005    | |
| 1995 | Newt Gingrich                                  | n. 1943      | |
| 1996 | David Ho                                       | n. 1952      | |
| 1997 | Andy Grove                                     | 1936-2016    | |
| 1998 | Bill Clinton                                   | n. 1946      | Seconda volta |
| 1998 | Ken Starr                                      | 1946-2022    | |
| 1999 | Jeffrey P. Bezos                               | n. 1964      | |
| 2000 | George W. Bush                                 | n. 1946      | |
| 2001 | Rudolph Giuliani                               | n. 1944      | |
| 2002 | I Whistleblowers                               |              | Rappresentati da Cynthia Cooper, WorldCom; Coleen Rowley, FBI e Sherron Watkins, Enron |
| 2003 | The American Soldier                           |              | Seconda volta |
| 2004 | George W. Bush                                 | n. 1946      | Seconda volta |
| 2005 | The Good Samaritans                            |              | Rappresentati da Bono, Bill Gates e Melinda Gates |
| 2006 | Tu                                             |              | Riferito ai contribuenti dei siti internet il cui contenuto è generato dagli utenti |
| 2007 | Vladimir Putin                                 | n. 1952      | Primo presidente russo |
| 2008 | Barack Obama                                   | n. 1961      | |
| 2009 | Ben Bernanke                                   | n. 1953      | |
| 2010 | Mark Zuckerberg                                | n. 1984      | |
| 2011 | Il manifestante                                |              | Riferito ai ribelli della Primavera araba |
| 2012 | Barack Obama                                   | n. 1961      | Seconda volta |
| 2013 | Papa Francesco                                 | 1936-2025    | Primo argentino |
| 2014 | Combattenti dell'Ebola                         |              | Riferito alle persone che lottano contro il virus |
| 2015 | Angela Merkel                                  | n. 1954      | |
| 2016 | Donald Trump                                   | n. 1946      | |
| 2017 | Silence Breakers                               |              | Riferito alle donne che hanno rotto il silenzio e denunciato le molestie sessuali |
| 2018 | I guardiani                                    |              | Rappresentati da Jamal Khashoggi (prima persona scelta dopo la morte), Maria Ressa, Wa Lone, Kyaw Soe Oo (primi birmani) e lo staff del The Capital, tutti giornalisti che hanno rischiato e rischiano la vita per raccontare la verità                      |
| 2019 | Greta Thunberg                                 | n. 2003      | Persona più giovane a essere scelta e prima svedese |
| 2020 | Joe Biden                                      | n. 1942      | |
| 2020 | Kamala Harris                                  | n. 1964      | |
| 2021 | Elon Musk                                      | n. 1971      | Primo sudafricano |
| 2022 | Volodymyr Zelens'kyj e lo spirito dell'Ucraina | n. 1978      | Primo ucraino e riferimento alla "resilienza dei cittadini del posto, alla resistenza all'invasione da parte della Russia e al supporto militare e umanitario"                                                                                               |
| 2023 | Taylor Swift                                   | n. 1989      | Prima e unica popstar |
| 2024 | Donald Trump                                   | n. 1946      | Seconda volta |